# Ford T
Ford T var en bilmodel bygget af Ford Motor Company i årene 1908 til 1927 i mere end 15 mio. eksemplarer. Modellen var verdens mest solgte bil frem til 1972, hvor denne titel overgik til Volkswagen Type 1.
- Wikimedia Commons har flere filer relateret til Ford T

| Stub | Spire Denne bilrelaterede artikel er en spire som bør udbygges. Du er velkommen til at hjælpe Wikipedia ved at udvide den. |